# Make Your Own Kind of Music
Make Your Own Kind of Music è un album di Cass Elliot, pubblicato dalla ABC/Dunhill Records nel 1969. 

## Tracce
Lato A
1. Make Your Own Kind of Music – 2:25 (Barry Mann, Cynthia Weil)
2. Blow Me a Kiss – 2:50 (Jack Carone)
3. It's Getting Better – 3:00 (Barry Mann, Cynthia Weil)
4. Easy Come, Easy Go – 2:45 (Diane Hildebrand, Jack Keller)
5. I Can Dream, Can't I – 2:35 (Irving Kahal, Sammy Fain)
6. Welcome to the World – 2:18 (Martin Segal, Scott English)

Lato B
1. Lady Love – 3:04 (Delaney Bramlett)
2. He's a Runner – 3:38 (Laura Nyro)
3. Move in a Little Closer, Baby – 2:38 (Arnold Capitanelli, Robert O'Connor)
4. When I Just Wear My Smile – 2:20 (S. Pulley, T. Lane)
5. Who's to Blame – 2:55 (Leah Kunkel)
6. Sour Grapes – 2:35 (Barry Mann, Cynthia Weil)

## Musicisti
- Cass Elliot - voce
- Ben Benay - chitarra
- Mike Deasy - chitarra
- Larry Knechtel - organo, pianoforte
- Red Rhodes - chitarra steel
- Jimmie Haskell - accordion, arrangiamenti, conduttore musicale
- Joe Osborn - basso
- Hal Blaine - batteria, percussioni
- Phil Kaye - percussioni
- Steve Barri - percussioni, produttore